# Coecillo, San Felipe
Coecillo är en ort i Mexiko.   Den ligger i kommunen San Felipe och delstaten Guanajuato, i den centrala delen av landet, 300 km nordväst om huvudstaden Mexico City. Coecillo ligger 2 160 meter över havet och antalet invånare är 463.
Terrängen runt Coecillo är kuperad åt nordväst, men åt sydost är den platt. Runt Coecillo är det ganska glesbefolkat, med 31 invånare per kvadratkilometer. Närmaste större samhälle är San Felipe, 10,0 km nordost om Coecillo. Trakten runt Coecillo består i huvudsak av gräsmarker.